# 李浹
李浃（1618年—1697年），字霖瞻，号陶州，山東德州人，清朝政治人物、進士出身。

## 生平
順治三年，登進士，官芮城縣知縣。有《陶庵集》。